# Àbia
|  | Per a altres significats, vegeu «Àbia (filla d'Heracles)». |

Àbia (grec: Αβία Avía; grec antic: Ἀβία Abía; llatí: Abia) és una vila i antic municipi de Grècia que actualment forma part del terme municipal de Mani Occidental, Messènia, al golf de Messènia. Es correspon amb l'antiga ciutat homònima, que els antics identificaven amb l'homèrica Ira, la qual hauria rebut el seu nou nom d'Àbia, la filla d'Hèracles. Al segle iii aC es va incorporar a la Lliga Aquea juntament amb Túria i Fares, i en temps d'Hadrià encara conservava certa importància. Durant l'edat mitjana va caure en decadència, i la nova vila que aparegué al mateix emplaçament rebia el nom de Παληόχωρα (Paliókhora, 'vila vella'); el 1926 canvià el nom i adoptà el nom de l'antiga ciutat.